# コロリンパ
『コロリンパ』は、2006年12月2日にハドソンから発売されたWii用ゲームソフト。Wiiのローンチタイトルの一つ。

## 概要
Wiiリモコンを水平に持ち、Wiiリモコンを傾けることによって、ステージ自体(台)を傾けることができ、ステージ内にあるボールを転がし、ゴールまで誘導することが目的。
「ヌンチャク」を用いることによって、2人プレイをすることも出来る(ヌンチャクにもセンサーがある)。
ドルビープロロジックⅡに対応されており、隠し曲として『スターソルジャー』や『ボンバーマン』といった歴代のゲームのアレンジが流れるようになる。

## 移植版
2007年4月2日にiモードでも配信され、その後Y!ケータイやEZwebでも配信された。
またFOMA904iシリーズにおいては直感ゲームのひとつ、『直感コロリンパ』として配信もされている。

## 関連作品
- ウィングアイランド（同日発売で、TVコマーシャルでも同時に紹介されていた）
- コロリンパ2 アンソニーと金色ひまわりのタネ（シリーズ第2作目）